# Pacetluky
Pacetluky är en ort i Tjeckien.   Den ligger i regionen Zlín, i den östra delen av landet, 240 km öster om huvudstaden Prag. Pacetluky ligger 276 meter över havet och antalet invånare är 220.
Terrängen runt Pacetluky är platt åt nordväst, men åt sydost är den kuperad. Terrängen runt Pacetluky sluttar västerut. Runt Pacetluky är det ganska tätbefolkat, med 160 invånare per kvadratkilometer. Närmaste större samhälle är Zlín, 18,6 km söder om Pacetluky. Trakten runt Pacetluky består till största delen av jordbruksmark.